# 設計事務所ヘキサ
設計事務所ヘキサ（せっけいじむしょヘキサ）は、建築家・安原秀と中筋修が協働した建築設計事務所。1975年から2002年の間に、主に大阪市中央区の谷町界隈にて累計22棟、約250戸のコーポラティブハウスを手がけた都住創プロジェクトを、さらに小島孜を加えて展開した。

## 代表作品
- 都住創プロジェクト（1号～20号、1991年に一連の都住創作品にて、日本建築学会作品賞受賞）
  - 都住創松屋町住宅（第1号、1975-1977）
  - 都住創岩井町セブン（第2号、1977-1978）
  - 都住創大手通（第3号、1976-1978）
  - 都住創コープ内平野（第4号、1977-1979）
  - 都住創うつぼ（第5号、1979-1980）
  - 都住創中大江（第6号、1979-1981）
  - 都住創徳井町（第7号、1981-1982）
  - 都住創石町（第8号、1982-1983）
  - 都住創森の宮（第9号、1982-1984）
  - 都住創釣鐘町（第10号、1983-1984）
  - 都住創清水谷（第11号、1983-1985）
  - 都住創内淡路町（第12号、1984-1986）
  - スパイヤー（第13号、1985-1987）
  - 都住創北山町（第14号、1986-1988）
  - トリオーネ（第15号、1987-1989）
  - CASA都住創（第16号、1988-1990）
  - 都住創岡山町（第17号、1988-1991）
  - 都住創カレンズ（第18号、1998-2000）
  - 都住創大手前（第19号、1999-2001）
  - 都住創糸屋町（第20号、2000-2002）
- 大阪府住宅供給公社コーポラティブハウスデネブ（1983）
- 住宅都市整備公団Rojiコート（1987）
- 芦屋山手コーポ・自主建築震災復興住宅（1997）
- 甲南コーポラス・自主建築震災復興住宅（1997）
- 垂水・神稜台団地・自主建築震災復興住宅（1997）
- 住吉第２地区マンション・自主建築震災復興住宅（1998）
- 大阪府住宅供給公社萱島・新町家プロジェクト定期借地権付きコープ住宅（1999）
- 住宅･都市整備公団の都心型賃貸住宅アーベイン天王寺（1994）
- 大阪府住宅供給公社コーポラティブハウス"デネブ"（1984）
- 遠里小野の家（1985）
- アトリエのあるM邸（1987）
- ROJIコート（1989）
- 川田邸（1989）
- 田渕邸（1989）
- 服部邸（1990）
- カルチェ･ダムール（1991）
- コーポレイト・デザイン CREVASSE（1991）
- 西神コ-プタウンアーサヒルズ（1993）
- コーポラティブ新町家住宅（1999）
- 古賀医院（1976）
- カメイ壁材工業二色の浜工場（1992）
- 名執邸（1990）
- トキワ工業大垣工場（1988）

## 参考
- 中筋修（1989）都住創物語 : コーポラティブハウスの冒険　-　住まいの図書館出版局 住まい学大系, 019
- 高田昇（2003）コーポラティブハウス : 21世紀型の住まいづくり　学芸出版社
- 建築と社会 7910　60(10)(691) 日本建築協会:若い会員の集いレポート 都市住宅を考える(3)コーポラティブハウスの問題点と展望―中筋修氏に聞く / 三宅良一 ; 藤原吉昭 ; 光岡正
- 建築と社会 7806 59(6)(675) 日本建築協会
- 建築とまちづくり.198105 10(47) 建築とまちづくり編集委員会 編 新建築家技術者集団
- 安原秀、「家族の変容と住宅計画」『都市住宅学』 1994年 1994巻 6号 p.27-31, doi:10.11531/uhs1993.1994.6_27, 都市住宅学会
- すまいろん (冬)(9) 住総研, 198902
- 安原 秀：現代・都市・集合住宅--コ-ポラティブ住宅の試み (コ-ポラティブハウス"デネブ"〔設計・大阪府住宅供給公社,ヘキサ〕建築文化 198406 39(452) 彰国社
- 建築文化 199106 46(536) 彰国社
- 30年の付き合いが育てた共同体 コーポラティブハウス デネブ 1983年 : 大阪府豊中市 設計=大阪府住宅供給公社・ヘキサ (特集 熟成する集合住宅 : 集住の本質を問う) : 住宅建築 (440), 20-35, 201308
- case4 都住創カレンズ/都住創"復活"第1号,つなぎ投資なしで完成 (徹底検証 コープ住宅ブームのチャンスとリスク-"自由設計型マンション"市場に熱い視線 コーポラティブはビジネスになるか) : 日経アーキテクチュア (672), 138-141, 20000807